# Chattr

chattr est une commande Linux qui permet à un utilisateur de définir certains attributs sur un fichier présent dans divers systèmes de fichiers. Le pendant BSD de cette commande est chflags. La commande est similaire à attrib sous DOS, OS/2 ou Microsoft Windows. Par contre, les commandes chatr sur HP-UX et chattr sur AIX n’ont rien à voir avec la commande de cet article.
Les commandes chattr et lsattr sous Linux et les attributs manipulés étaient, à l’origine, propres à la deuxième génération de l’Extended File System (ext2, ext3 et ext4), et sont disponibles à travers le package e2fsprogs.  Depuis sa création, le support d’autres systèmes de fichiers a été ajouté, notamment pour XFS, ReiserFS, JFS, bien que tous les attributs ne sont pas encore gérés.
Cette commande peut être utilisée pour protéger des fichiers de la suppression (notamment pendant des mises à jour système) grâce au bit d’immutabilité.

## Description
La syntaxe de la commande chattr est la suivante :
chattr [-RVf] [-+=AacDdijsSu] [-v version] fichiers
- -R pour la récursivité
- +i pour définir le bit d’immutabilité pour empêcher root ou tout autre utilisateur d’effacer ou de changer un fichier.
- -i pour retirer le bit d’immutabilité

## Paramètres
Voici une liste non exhaustive des paramètres possibles :
- a : en ajout seulement
- A : désactive la mise à jour de atime
- c : compressé
- C : désactive le Copy-on-write[1]
- d : ignoré par la commande dump
- D : mise à jour synchrone
- i : définit l'immutabilité
- s : suppression sécurisée
- u : impossible de supprimer